# Ostrogotha

La zona en rojo es Gothiscandza (en la cultura de Wielbark), la zona anaranjada es la extensión de Oium (Escitia) (en la cultura de Cherniajov), la zona en rosa en Gotland y la zona verde es la extensión tradicional de Götaland. La zona en morado corresponde al Imperio romano.

Ostrogotha (Moldavia, hacia el 180-Moldavia, 249) es el nombre de un rey godo que aparece en el libro De origine actibusque Getarum (El origen y las hazañas de los Godos), escrito en el siglo vi por Jordanes.
Jordanes sugiere que este rey da nombre al pueblo ostrogodo. También indica que luchó contra los gépidos y que le sucedió Cniva. Fue el primer rey godo que se internó en territorio romano y enfrentó a las fuerzas imperiales en la invasión goda del año 248, de la que salió derrotado por las tropas romanas estacionadas en la frontera del Danubio mandadas por el general romano Pacatiano.